# 하종호
하종호(1963년 7월 16일~)는 대한민국의 권투 선수이다. 제36회 전국 아마추어 복싱 선수권 대회 웰터급에서 우수 선수로 선정되었으며, 대한민국 국가대표팀 선수로 1988년 하계  올림픽에 참가했다.